# Baptodoris stomascuta
Baptodoris stomascuta is een slakkensoort uit de familie van de Discodorididae. De wetenschappelijke naam van de soort is voor het eerst geldig gepubliceerd in 1977 door Bouchet.